# Hörby (comuna)
Hörby (em sueco: Hörbys kommun) é uma comuna da Suécia localizada no condado de Escânia. Sua capital é a cidade de Hörby. Tem 419 quilômetros quadrados e pelo censo de 2018, havia 15 635 habitantes.